# 영광의 깃발을 향해
영광의 깃발을 향해(Naprej, zastava Slave)는 슬로베니아 사회주의 공화국의 국가이자 슬로베니아 육군의 군가로, 1918년에 채택된 이후 1990년까지 사용되었다. 이후 현재는 슬로베니아 육군의 군가로 사용되고 있다.
시몬 옌코가 작사하였으며 다보린 옌코가 작곡했다. 현재 사용되고 있는 슬로베니아의 국가는 축배이다.

## 가사
후렴
Naprej zastava Slave,
na boj junaška kri
za blagor očetnjave
naj puška govori!
1절
Z orožjem in desnico,
nesimo vragu grom,
zapisat v kri pravico,
ki terja jo naš dom.
후렴
2절(후렴없이 3절로)
Draga mati je prosila,
roke okol vrata vila,
je plakala moja mila,
tu ostani ljubi moj!
3절(3절 다음 후렴을 부르고 곧바로 4절로)
Zbogom mati, ljuba zdrava,
mati mi je očetnjava,
ljuba moja čast in slava,
hajdmo, hoj, zanjo v boj!
후렴
4절
Naprej! Naprej!

## 해석
후렴
영광의 깃발을 향해
싸우라고 영웅들이 외쳤도다.
우리의 영광을 지키려면
총을 돌려줘야 한다.
1절
왼손에 무기를 쥐어라.
우리는 악마의 천둥을 물리치고,
정의의 피로
우리 집에 글씨를 쓰자.
후렴
영광에 깃발을 향해
싸우라고 영웅들이 외쳤도다.
우리에 영광을 지키려면
총을 돌려줘야 한다.
2절
우리 어머니께서 구걸하셨도다.
손으로 내 등을 만지면서
나의 소중한 그녀는 떠나셨도다.
내가 사랑하는 그대는 돌아왔으니.
3절
사랑하는 그대는 건강한가?
조국의 어머니여,
정직과 영광으로 그대를 사랑하니
그대를 위해 전사하리라!
후렴
4절
전진하라! 전진하라!